# Elytranthe dranensis
Elytranthe dranensis är en tvåhjärtbladig växtart som först beskrevs av Spencer Le Marchant Moore, och fick sitt nu gällande namn av Danser. Elytranthe dranensis ingår i släktet Elytranthe och familjen Loranthaceae. Inga underarter finns listade i Catalogue of Life.